# Planorbella trivolvis
Planorbella trivolvis is een in het zoete water levende slak die behoort tot de longslakken (Pulmonata). Deze soort heeft geen Nederlandse naam, de vertaling van de Engelse naam is moerasramshoorn.

## Beschrijving
De schelp lijkt enigszins op die van de posthorenslak maar blijft kleiner en is naar verhouding minder afgeplat dan bij deze Europese soort. Op de onderzijde van de schelp zijn de windingen niet afgerond maar gekield.

## Algemeen
Planorbella trivolvis leeft in zoet water, in sloten, poelen en moerassen en leeft van waterplanten en rottend materiaal. Deze soort komt van oorsprong uit Noord-Amerika en komt als exoot voor in Europa, het geslacht Planorbella komt niet fossiel in Europa voor.
Planorbella trivolvis wordt in zoetwater-aquaria gehouden. Planorbella trivolvis is drager van een larvaal tussenstadium van de op vissen parasiterende platworm Bolbophorus confusus.